# Peristerona (dystrykt Pafos)
Peristerona (gr. Περιστερώνα) – wieś w Republice Cypryjskiej, w dystrykcie Pafos. W 2011 roku liczyła 302 mieszkańców.
W Peristeronie znajduje się zabytkowy kościół z 1911 roku. Przez miejscowość przepływa rzeka Mirmikofu.